# ادموند لواشو
ادموند لواشو (فرانسوی: Edmond Loichot‎; زاده ۱۹۰۵ – درگذشته ۱۹۸۹) بازیکن فوتبال اهل سوئیس بود.
از باشگاه‌هایی که در آن بازی کرده‌است می‌توان به باشگاه فوتبال سروت ۱۸۹۰ اشاره کرد.
وی همچنین در تیم ملی فوتبال سوئیس بازی کرده‌است.